# Lulla Gancia
Amalia Salvadori di Wiesenhoff Vallarino Gancia (Turim, 5 de fevereiro de 1924 — São Paulo, 24 de junho de 2016), mais conhecida como Lulla Gancia, foi uma piloto de automóveis ítalo-brasileira. 

## Carreira

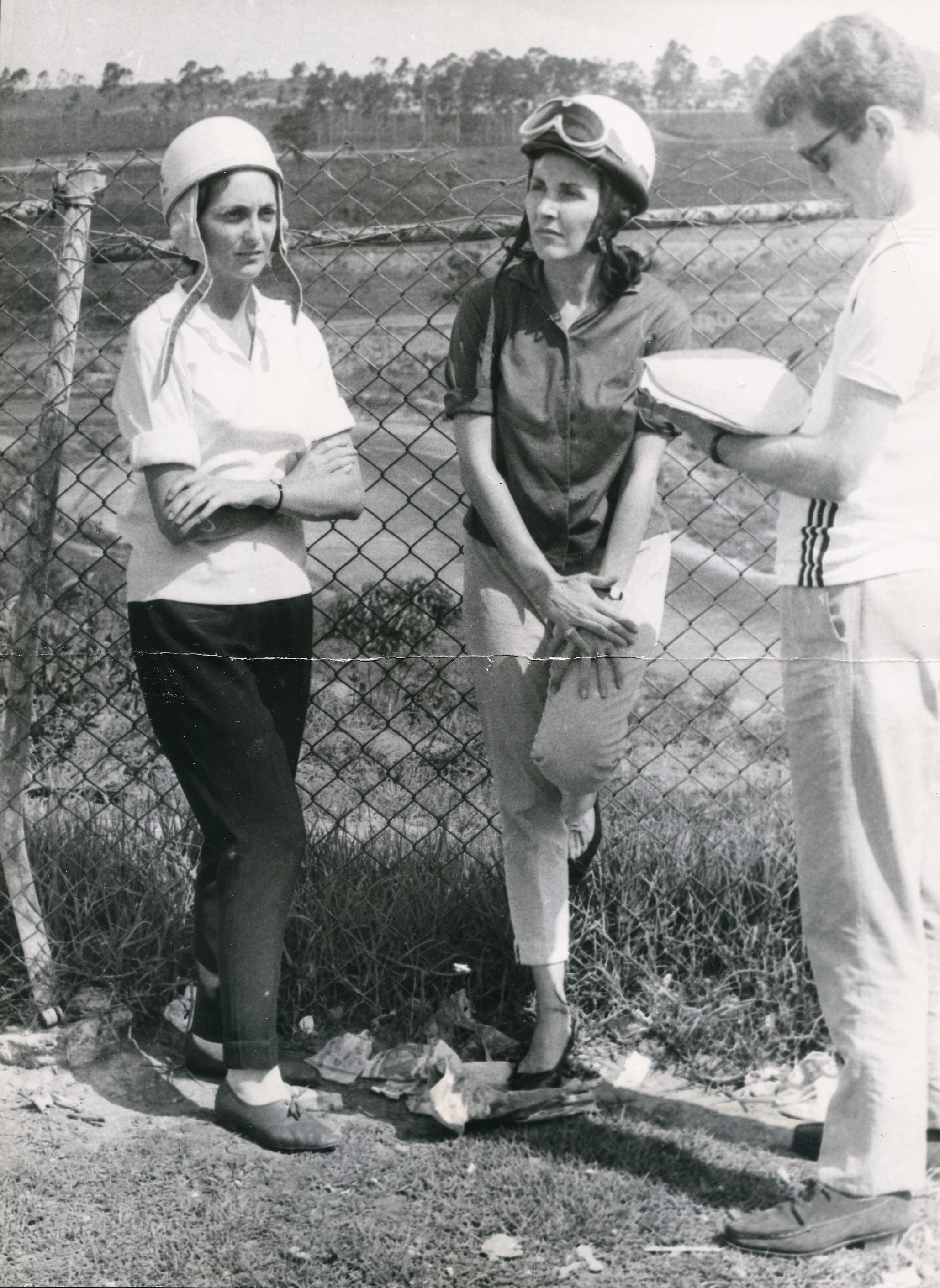
Lulla Gancia e Leoni Caires, pilotas de automobilismo, durante a I Corrida Feminina de Interlagos, em 23 de julho de 1964.

Lulla Gancia foi considerada uma das pioneiras do automobilismo feminino no Brasil, tendo disputado sua primeira corrida em 1962. Participou, entre outras competições, da Mil Quilômetros de Brasília de 1966.
Em sua carreira no automobilismo, ganhou competições na categoria "turismo". Participou da inauguração do Autódromo de Brasília, em dupla com Wilson Fittipaldi.
Foi responsável pela reforma do Autódromo de Interlagos, tornando-o apto para a Fórmula 1, e do kartódromo de São Paulo.

## Família
Lulla Gancia era neta do conde Salvadori de Weissenhof, de uma família reputada do Tirol. Seu pai chegou a ser prefeito de Turim.
Ela foi casada com Piero Vallarino Garcia. Tiveram três filhos: Carlo Vittorio, Eleonora (Kika Rivetti) e Barbara Vallarino Gancia. O casamento ocorreu em 1947. Piero e Lulla mudaram-se para o Brasil em 1953.
Lulla Gancia morreu no Hospital Albert Einstein, em 24 de junho de 2016, em decorrência de uma septicemia.